# Вагнерова отровница
Вагнеровата отровница (Vipera wagneri) е вид змия от семейство Отровници (Viperidae). Видът е критично застрашен от изчезване.

## Разпространение и местообитание
Разпространен е в Турция.